# Boucles de la Mayenne de 2018
A 44.ª edição da Boucles de la Mayenne foi uma corrida de ciclismo de estrada por etapas que se celebrou entre 31 de maio e 3 de junho de 2018 na França com início e final na cidade de Laval sobre um percurso de 534,5 quilómetros.
A carreira fez parte do UCI Europe Tour de 2018, dentro da categoria UCI 2.1
A corrida foi vencida pelo corredor neerlandês Mathieu van der Poel da equipa Corendon-Circus, em segundo lugar Romain Seigle (Groupama-FDJ) e em terceiro lugar Eli Iserbyt (Marlux-Bingoal).

## Equipas participantes
Tomaram parte na corrida 21 equipas: 3 de categoria UCI World Team; 9 de categoria Profissional Continental; e 9 de categoria Continental. Formando assim um pelotão de 126 ciclistas dos que acabaram 101. As equipas participantes foram:
| Equipes WorldTeam (3)- AG2R La Mondiale - Groupama-FDJ - Team Sunweb Equipes profissionais Continentais (9)- Delko-Marseille Provence-KTM - Gazprom-RusVelo - Direct Énergie - Caja Rural-Seguros RGA - Fortuneo-Samsic - Cofidis, Solutions Crédits - Euskadi Basque Country-Murias - Vital Concept - Burgos-BH Equipes Continentais (9)- Amore & Vita-Prodir - Roubaix Lille Métropole - Marlux-Bingoal - Saint Michel-Auber 93 - Corendon-Circus - Vorarlberg-Santic - D'Amico-Utensilnord - Lotto-Kern-Haus - Akros-Renfer |
| |

## Percorrido
A Boucles de la Mayenne dispôs de quatro etapas para um percurso total de 534,5 quilómetros.
| Etapa   | Data    | Percurso                                 | type    | Distância (km) | Vencedor             | Líder geral          |
| ------- | ------- | ---------------------------------------- | ------- | -------------- | -------------------- | -------------------- |
| Prólogo | 31 mai. | Laval – Laval                            | prólogo | 4,5            | Dorian Godon         | Dorian Godon         |
| 1       | 1 jun.  | Saint-Berthevin – Gorron                 |         | 176            | Mathieu van der Poel | Mathieu van der Poel |
| 2       | 2 jun.  | Saint-Aignan-de-Couptrain – Saint-Samson |         | 172            | Nacer Bouhanni       | Mathieu van der Poel |
| 3       | 3 jun.  | Congrier – Laval                         |         | 182            | Nacer Bouhanni       | Mathieu van der Poel |

## Desenvolvimento da corrida

### Prologo
| Laval - Laval | prólogo | (4,5 km) |

| \| Classificação por etapas \| Classificação por etapas \| Classificação por etapas \| Classificação por etapas \| Classificação por etapas \| \| Ciclista \| Ciclista \| Equipe \| Tempo \| \| \| ------------------------ \| ------------------------ \| -------------------------- \| ------------------------ \| ------------------------ \| \| 1. \| Dorian Godon \| Cofidis, Solutions Crédits \| 5m46s \| \| \| 2. \| Mathieu van der Poel \| Corendon-Circus \| + 9s \| \| \| 3. \| Romain Seigle \| Groupama-FDJ \| + 10s \| \| \| 4. \| Daniel Hoelgaard \| Groupama-FDJ \| + 12s \| \| \| 5. \| Benoît Cosnefroy \| AG2R La Mondiale \| + 12s \| \| \| 6. \| Eli Iserbyt \| Marlux-Bingoal \| + 15s \| \| \| 7. \| Julien Morice \| Vital Concept \| + 16s \| \| \| 8. \| Gediminas Bagdonas \| AG2R La Mondiale \| + 17s \| \| \| 9. \| Adam Toupalik \| Corendon-Circus \| + 17s \| \| \| 10. \| Kévin Ledanois \| Fortuneo-Samsic \| + 19s \| \| |                      |                            |       |
| |                      |                            |       |
| |                      |                            |       |
| Classificação por etapas |                      |                            |       |
| Ciclista | Ciclista             | Equipe                     | Tempo |
| 1. | Dorian Godon         | Cofidis, Solutions Crédits | 5m46s |
| 2. | Mathieu van der Poel | Corendon-Circus            | + 9s  |
| 3. | Romain Seigle        | Groupama-FDJ               | + 10s |
| 4. | Daniel Hoelgaard     | Groupama-FDJ               | + 12s |
| 5. | Benoît Cosnefroy     | AG2R La Mondiale           | + 12s |
| 6. | Eli Iserbyt          | Marlux-Bingoal             | + 15s |
| 7. | Julien Morice        | Vital Concept              | + 16s |
| 8. | Gediminas Bagdonas   | AG2R La Mondiale           | + 17s |
| 9. | Adam Toupalik        | Corendon-Circus            | + 17s |
| 10. | Kévin Ledanois       | Fortuneo-Samsic            | + 19s |

| \| Classificação geral \| Classificação geral \| Classificação geral \| Classificação geral \| Classificação geral \| \| Ciclista \| Ciclista \| Equipe \| Tempo \| \| \| ------------------- \| -------------------- \| -------------------------- \| ------------------- \| ------------------- \| \| 1. \| Dorian Godon \| Cofidis, Solutions Crédits \| 5m46s \| \| \| 2. \| Mathieu van der Poel \| Corendon-Circus \| + 9s \| \| \| 3. \| Romain Seigle \| Groupama-FDJ \| + 10s \| \| \| 4. \| Daniel Hoelgaard \| Groupama-FDJ \| + 12s \| \| \| 5. \| Benoît Cosnefroy \| AG2R La Mondiale \| + 12s \| \| \| 6. \| Eli Iserbyt \| Marlux-Bingoal \| + 15s \| \| \| 7. \| Julien Morice \| Vital Concept \| + 16s \| \| \| 8. \| Gediminas Bagdonas \| AG2R La Mondiale \| + 17s \| \| \| 9. \| Adam Toupalik \| Corendon-Circus \| + 17s \| \| \| 10. \| Kévin Ledanois \| Fortuneo-Samsic \| + 19s \| \| |                      |                            |       |
| |                      |                            |       |
| |                      |                            |       |
| Classificação geral |                      |                            |       |
| Ciclista | Ciclista             | Equipe                     | Tempo |
| 1. | Dorian Godon         | Cofidis, Solutions Crédits | 5m46s |
| 2. | Mathieu van der Poel | Corendon-Circus            | + 9s  |
| 3. | Romain Seigle        | Groupama-FDJ               | + 10s |
| 4. | Daniel Hoelgaard     | Groupama-FDJ               | + 12s |
| 5. | Benoît Cosnefroy     | AG2R La Mondiale           | + 12s |
| 6. | Eli Iserbyt          | Marlux-Bingoal             | + 15s |
| 7. | Julien Morice        | Vital Concept              | + 16s |
| 8. | Gediminas Bagdonas   | AG2R La Mondiale           | + 17s |
| 9. | Adam Toupalik        | Corendon-Circus            | + 17s |
| 10. | Kévin Ledanois       | Fortuneo-Samsic            | + 19s |

### 1.ª etapa
| Saint-Berthevin - Gorron |  | (176 km) |

| \| Classificação por etapas \| Classificação por etapas \| Classificação por etapas \| Classificação por etapas \| Classificação por etapas \| \| Ciclista \| Ciclista \| Equipe \| Tempo \| \| \| ------------------------ \| ------------------------ \| ------------------------ \| ------------------------ \| ------------------------ \| \| 1. \| Mathieu van der Poel \| Corendon-Circus \| 4h05m52s \| \| \| 2. \| Marc Sarreau \| Groupama-FDJ \| + 0s \| \| \| 3. \| Max Kanter \| Development Team Sunweb \| + \| \| \| 4. \| Erwann Corbel \| Vital Concept \| + 0s \| \| \| 5. \| Robert Kessler \| Team Lotto-Kern Haus \| + 0s \| \| |                      |                         |          |
| |                      |                         |          |
| |                      |                         |          |
| Classificação por etapas |                      |                         |          |
| Ciclista | Ciclista             | Equipe                  | Tempo    |
| 1. | Mathieu van der Poel | Corendon-Circus         | 4h05m52s |
| 2. | Marc Sarreau         | Groupama-FDJ            | + 0s     |
| 3. | Max Kanter           | Development Team Sunweb | +        |
| 4. | Erwann Corbel        | Vital Concept           | + 0s     |
| 5. | Robert Kessler       | Team Lotto-Kern Haus    | + 0s     |

| \| Classificação geral \| Classificação geral \| Classificação geral \| Classificação geral \| Classificação geral \| \| Ciclista \| Ciclista \| Equipe \| Tempo \| \| \| ------------------- \| -------------------- \| ------------------- \| ------------------- \| ------------------- \| \| 1. \| Mathieu van der Poel \| Corendon-Circus \| 4h11m37s \| \| \| 2. \| Romain Seigle \| Groupama-FDJ \| + 11s \| \| \| 3. \| Daniel Hoelgaard \| Groupama-FDJ \| + 13s \| \| \| 4. \| Eli Iserbyt \| Marlux-Bingoal \| + 16s \| \| \| 5. \| Gediminas Bagdonas \| AG2R La Mondiale \| + 18s \| \| |                      |                  |          |
| |                      |                  |          |
| |                      |                  |          |
| Classificação geral |                      |                  |          |
| Ciclista | Ciclista             | Equipe           | Tempo    |
| 1. | Mathieu van der Poel | Corendon-Circus  | 4h11m37s |
| 2. | Romain Seigle        | Groupama-FDJ     | + 11s    |
| 3. | Daniel Hoelgaard     | Groupama-FDJ     | + 13s    |
| 4. | Eli Iserbyt          | Marlux-Bingoal   | + 16s    |
| 5. | Gediminas Bagdonas   | AG2R La Mondiale | + 18s    |

### 2.ª etapa
| Saint-Aignan-de-Couptrain - Saint-Samson |  | (172 km) |

| \| Classificação por etapas \| Classificação por etapas \| Classificação por etapas \| Classificação por etapas \| Classificação por etapas \| \| Ciclista \| Ciclista \| Equipe \| Tempo \| \| \| ------------------------ \| ------------------------ \| ---------------------------- \| ------------------------ \| ------------------------ \| \| 1. \| Nacer Bouhanni \| Cofidis, Solutions Crédits \| 4h14m12s \| \| \| 2. \| Benoît Cosnefroy \| AG2R La Mondiale \| + 0s \| \| \| 3. \| Anthony Maldonado \| Saint Michel-Auber 93 \| + 0s \| \| \| 4. \| Jérémy Leveau \| Delko-Marseille Provence-KTM \| + 0s \| \| \| 5. \| Mathieu van der Poel \| Corendon-Circus \| + 0s \| \| |                      |                              |          |
| |                      |                              |          |
| |                      |                              |          |
| Classificação por etapas |                      |                              |          |
| Ciclista | Ciclista             | Equipe                       | Tempo    |
| 1. | Nacer Bouhanni       | Cofidis, Solutions Crédits   | 4h14m12s |
| 2. | Benoît Cosnefroy     | AG2R La Mondiale             | + 0s     |
| 3. | Anthony Maldonado    | Saint Michel-Auber 93        | + 0s     |
| 4. | Jérémy Leveau        | Delko-Marseille Provence-KTM | + 0s     |
| 5. | Mathieu van der Poel | Corendon-Circus              | + 0s     |

| \| Classificação geral \| Classificação geral \| Classificação geral \| Classificação geral \| Classificação geral \| \| Ciclista \| Ciclista \| Equipe \| Tempo \| \| \| ------------------- \| -------------------- \| ----------------------- \| ------------------- \| ------------------- \| \| 1. \| Mathieu van der Poel \| Corendon-Circus \| 8h25m49s \| \| \| 2. \| Romain Seigle \| Groupama-FDJ \| + 13s \| \| \| 3. \| Eli Iserbyt \| Marlux-Bingoal \| + 19s \| \| \| 4. \| Max Kanter \| Development Team Sunweb \| + 19s \| \| \| 5. \| Gediminas Bagdonas \| AG2R La Mondiale \| + 21s \| \| |                      |                         |          |
| |                      |                         |          |
| |                      |                         |          |
| Classificação geral |                      |                         |          |
| Ciclista | Ciclista             | Equipe                  | Tempo    |
| 1. | Mathieu van der Poel | Corendon-Circus         | 8h25m49s |
| 2. | Romain Seigle        | Groupama-FDJ            | + 13s    |
| 3. | Eli Iserbyt          | Marlux-Bingoal          | + 19s    |
| 4. | Max Kanter           | Development Team Sunweb | + 19s    |
| 5. | Gediminas Bagdonas   | AG2R La Mondiale        | + 21s    |

### 3.ª etapa
| Congrier - Laval |  | (182 km) |

| \| Classificação por etapas \| Classificação por etapas \| Classificação por etapas \| Classificação por etapas \| Classificação por etapas \| \| Ciclista \| Ciclista \| Equipe \| Tempo \| \| \| ------------------------ \| ------------------------ \| ---------------------------- \| ------------------------ \| ------------------------ \| \| 1. \| Nacer Bouhanni \| Cofidis, Solutions Crédits \| 12h58m23s \| \| \| 2. \| Marc Sarreau \| Groupama-FDJ \| + 0s \| \| \| 3. \| Rudy Barbier \| AG2R La Mondiale \| + 0s \| \| \| 4. \| Jon Aberasturi \| Euskadi-Murias \| + 0s \| \| \| 5. \| Geoffrey Soupe \| Cofidis, Solutions Crédits \| + 0s \| \| \| 6. \| Adam Toupalik \| Corendon-Circus \| + 0s \| \| \| 8. \| Jérémy Leveau \| Delko-Marseille Provence-KTM \| + 0s \| \| \| 9. \| Jesús Ezquerra \| Burgos-BH \| + 0s \| \| \| 10. \| Armindo Fonseca \| Fortuneo-Samsic \| + 0s \| \| |                 |                              |           |
| |                 |                              |           |
| |                 |                              |           |
| Classificação por etapas |                 |                              |           |
| Ciclista | Ciclista        | Equipe                       | Tempo     |
| 1. | Nacer Bouhanni  | Cofidis, Solutions Crédits   | 12h58m23s |
| 2. | Marc Sarreau    | Groupama-FDJ                 | + 0s      |
| 3. | Rudy Barbier    | AG2R La Mondiale             | + 0s      |
| 4. | Jon Aberasturi  | Euskadi-Murias               | + 0s      |
| 5. | Geoffrey Soupe  | Cofidis, Solutions Crédits   | + 0s      |
| 6. | Adam Toupalik   | Corendon-Circus              | + 0s      |
| 8. | Jérémy Leveau   | Delko-Marseille Provence-KTM | + 0s      |
| 9. | Jesús Ezquerra  | Burgos-BH                    | + 0s      |
| 10. | Armindo Fonseca | Fortuneo-Samsic              | + 0s      |

## Classificações finais
- As classificações finalizaram da seguinte forma:[4]

### Classificação geral
| \| Classificação geral \| Classificação geral \| Classificação geral \| Classificação geral \| Classificação geral \| \| Ciclista \| Ciclista \| Equipe \| Tempo \| \| \| ------------------- \| -------------------- \| -------------------------- \| ------------------- \| ------------------- \| \| 1. \| Mathieu van der Poel \| Corendon-Circus \| 3h54m01s \| \| \| 2. \| Romain Seigle \| Groupama-FDJ \| + 0s \| \| \| 3. \| Eli Iserbyt \| Marlux-Bingoal \| + 0s \| \| \| 4. \| Max Kanter \| Development Team Sunweb \| + 0s \| \| \| 5. \| Gediminas Bagdonas \| AG2R La Mondiale \| + 0s \| \| \| 6. \| Adam Toupalik \| Corendon-Circus \| + 0s \| \| \| 7. \| Dorian Godon \| Cofidis, Solutions Crédits \| + 0s \| \| \| 8. \| Alo Jakin \| Saint Michel-Auber 93 \| + 0s \| \| \| 9. \| Sergey Shilov \| Gazprom-RusVelo \| + 0s \| \| \| 10. \| Jonas Rutsch \| Team Lotto-Kern Haus \| + 0s \| \| |                      |                            |          |
| |                      |                            |          |
| Fonte: ProCyclingStats |                      |                            |          |
| Classificação geral |                      |                            |          |
| Ciclista | Ciclista             | Equipe                     | Tempo    |
| 1. | Mathieu van der Poel | Corendon-Circus            | 3h54m01s |
| 2. | Romain Seigle        | Groupama-FDJ               | + 0s     |
| 3. | Eli Iserbyt          | Marlux-Bingoal             | + 0s     |
| 4. | Max Kanter           | Development Team Sunweb    | + 0s     |
| 5. | Gediminas Bagdonas   | AG2R La Mondiale           | + 0s     |
| 6. | Adam Toupalik        | Corendon-Circus            | + 0s     |
| 7. | Dorian Godon         | Cofidis, Solutions Crédits | + 0s     |
| 8. | Alo Jakin            | Saint Michel-Auber 93      | + 0s     |
| 9. | Sergey Shilov        | Gazprom-RusVelo            | + 0s     |
| 10. | Jonas Rutsch         | Team Lotto-Kern Haus       | + 0s     |

### Classificação da montanha
| Classificação da montanha | Classificação da montanha | Classificação da montanha | Classificação da montanha | Classificação da montanha |
| Ciclista                  | Ciclista                  | Equipe                    | Pontos                    |                           |
| ------------------------- | ------------------------- | ------------------------- | ------------------------- | ------------------------- |
| 1.                        | Anthony Delaplace         | Fortuneo-Samsic           | 40 pts                    |                           |
| 2.                        | Clément Chevrier          | AG2R La Mondiale          | 24 pts                    |                           |
| 3.                        | Gianni Vermeersch         | Corendon-Circus           | 21 pts                    |                           |
| 4.                        | Axel Journiaux            | Direct Énergie            | 20 pts                    |                           |
| 5.                        | Samuel Leroux             | Roubaix Lille Métropole   | 18 pts                    |                           |
| 6.                        | Benoît Cosnefroy          | AG2R La Mondiale          | 9 pts                     |                           |
| 7.                        | Julien Morice             | Vital Concept             | 9 pts                     |                           |
| 8.                        | Jérémy Cabot              | Roubaix Lille Métropole   | 8 pts                     |                           |
| 9.                        | Kévin Le Cunff            | Saint Michel-Auber 93     | 7 pts                     |                           |
| 10.                       | Jérôme Cousin             | Direct Énergie            | 6 pts                     |                           |

### Classificação por pontos
| Classificação por pontos | Classificação por pontos | Classificação por pontos     | Classificação por pontos | Classificação por pontos |
| Ciclista                 | Ciclista                 | Equipe                       | Pontos                   |                          |
| ------------------------ | ------------------------ | ---------------------------- | ------------------------ | ------------------------ |
| 1.                       | Nacer Bouhanni           | Cofidis, Solutions Crédits   | 50 pts                   |                          |
| 2.                       | Mathieu van der Poel     | Corendon-Circus              | 47 pts                   |                          |
| 3.                       | Marc Sarreau             | Groupama-FDJ                 | 40 pts                   |                          |
| 4.                       | Benoît Cosnefroy         | AG2R La Mondiale             | 36 pts                   |                          |
| 5.                       | Jérémy Leveau            | Delko-Marseille Provence-KTM | 31 pts                   |                          |
| 6.                       | Max Kanter               | Development Team Sunweb      | 25 pts                   |                          |
| 7.                       | Rudy Barbier             | AG2R La Mondiale             | 25 pts                   |                          |
| 8.                       | Geoffrey Soupe           | Cofidis, Solutions Crédits   | 20 pts                   |                          |
| 9.                       | Armindo Fonseca          | Fortuneo-Samsic              | 20 pts                   |                          |
| 10.                      | Anthony Maldonado        | Saint Michel-Auber 93        | 16 pts                   |                          |

### Classificação dos jovens
| Classificação dos jovens | Classificação dos jovens | Classificação dos jovens   | Classificação dos jovens | Classificação dos jovens |
| Ciclista                 | Ciclista                 | Equipe                     | Tempo                    |                          |
| ------------------------ | ------------------------ | -------------------------- | ------------------------ | ------------------------ |
| 1.                       | Eli Iserbyt              | Marlux-Bingoal             | 12h58m42s                |                          |
| 2.                       | Max Kanter               | Development Team Sunweb    | + 0s                     |                          |
| 3.                       | Adam Toupalik            | Corendon-Circus            | + 2s                     |                          |
| 4.                       | Dorian Godon             | Cofidis, Solutions Crédits | + 3s                     |                          |
| 5.                       | Jonas Rutsch             | Team Lotto-Kern Haus       | + 11s                    |                          |
| 6.                       | Pierre Idjouadiène       | Roubaix Lille Métropole    | + 33s                    |                          |
| 7.                       | Damien Touzé             | Saint Michel-Auber 93      | + 52s                    |                          |
| 8.                       | Valentin Madouas         | Groupama-FDJ               | + 1m19s                  |                          |
| 9.                       | Jarno Mobach             | Development Team Sunweb    | + 2m16s                  |                          |
| 10.                      | Justin Paroz             | Akros-Renfer               | + 3m37s                  |                          |

### Classificação por equipas
| Classificação por equipes | Classificação por equipes | Classificação por equipes | Classificação por equipes |
| Equipe                    | Equipe                    | Tempo                     |                           |
| ------------------------- | ------------------------- | ------------------------- | ------------------------- |

## Evolução das classificações
| Etapa (Vencedor)                 | Classificação geral  | Classificação da montanha | Classificação dos pontos | Classificação dos jovens | Classificação por equipas |
| -------------------------------- | -------------------- | ------------------------- | ------------------------ | ------------------------ | ------------------------- |
| Prólogo (Dorian Godon)           | Dorian Godon         | não se entregou           | Dorian Godon             | Dorian Godon             | Groupama-FDJ              |
| 1.ª etapa (Mathieu van der Poel) | Mathieu van der Poel | Gianni Vermeersch         | Mathieu van der Poel     | Eli Iserbyt              | Groupama-FDJ              |
| 2.ª etapa (Nacer Bouhanni)       | Mathieu van der Poel | Anthony Delaplace         | Mathieu van der Poel     | Eli Iserbyt              | Fortuneo-Samsic           |
| 3.ª etapa (Nacer Bouhanni)       | Mathieu van der Poel | Anthony Delaplace         | Nacer Bouhanni           | Eli Iserbyt              | Fortuneo-Samsic           |
| Classificação final              | Mathieu van der Poel | Anthony Delaplace         | Nacer Bouhanni           | Eli Iserbyt              | Fortuneo-Samsic           |

## UCI World Ranking
A Boucles da Mayenne outorgou pontos para o UCI Europe Tour de 2018 e o UCI World Ranking, este último para corredores das equipas nas categorias UCI World Team, Profissional Continental e Equipas Continentais. As seguintes tabelas mostram o barómetro de pontuação e os 10 corredores que obtiveram mais pontos:
| Posição             | 1.º | 2.º | 3.º | 4.º | 5.º | 6.º | 7.º | 8.º | 9.º | 10.º | 11.º | 12.º | 13.º-15.º | 16.º-25.º |
| Classificação geral | 125 | 85  | 70  | 60  | 50  | 40  | 35  | 30  | 25  | 20   | 15   | 10   | 5         | 3         |
| Por etapa           | 14  | 5   | 3   |     |     |     |     |     |     |      |      |      |           |           |
| Líder               | 3   |     |     |     |     |     |     |     |     |      |      |      |           |           |

| Classificação | Classificação        | Classificação              | Classificação | Classificação | Classificação | Classificação |
| Posição       | Ciclista             | Equipa                     | Geral         | Etapa         | Líder         | Total         |
| ------------- | -------------------- | -------------------------- | ------------- | ------------- | ------------- | ------------- |
| 1.º           | Mathieu van der Poel | Corendon-Circus            | 125           | 19            | 6             | 150           |
| 2.º           | Romain Seigle        | Groupama-FDJ               | 85            | 3             | -             | 88            |
| 3.º           | Eli Iserbyt          | Marlux-Bingoal             | 70            | -             | -             | 70            |
| 4.º           | Max Kanter           | Development Sunweb         | 60            | 3             | -             | 63            |
| 5.º           | Dorian Godon         | Cofidis, Solutions Crédits | 35            | 14            | 3             | 52            |
| 6.º           | Gediminas Bagdonas   | AG2R La Mondiale           | 50            | -             | -             | 50            |
| 7.º           | Adam Ťoupalík        | Corendon-Circus            | 40            | -             | -             | 40            |
| 8.º           | Nacer Bouhanni       | Cofidis, Solutions Crédits | 3             | 28            | -             | 31            |
| 9.º           | Alo Jakin            | Saint Michel-Auber93       | 30            | -             | -             | 30            |
| 10.º          | Sergey Shilov        | Gazprom-RusVelo            | 25            | -             | -             | 25            |